# HD 81848
HD 81848，又名CP-52 2360，SAO 236972、HR 3753，是一颗恒星，视星等为5.11，位于銀經275.18，銀緯-1.94，其B1900.0坐标为赤經9h 23m 2.7s，赤緯-52° -1.94′ 43″。